# Golden Axe
Golden Axe ist ein Arcade-Spiel (Spiel-Genre: Beat ’em up) der Firma Sega, das vor allem in den späten 1980er- und frühen 1990er-Jahren sehr erfolgreich war und neben fast allen Sega-Spielekonsolen und -Spielautomaten auch auf dem Commodore Amiga, Atari ST, Commodore 64 und dem PC erschienen ist. Von diesem Spiel gibt es drei Teile für das Sega Mega Drive. Auf der E3 2006 wurde eine neue Version von Golden Axe für die Xbox 360 und PlayStation 3 angekündigt.
Das Spiel wurde 1989 von der BPjS indiziert, ist aber als Teil des 2006 Compilations Sega Mega Drive Collection für PlayStation 2 und PlayStation Portable ab 12 Jahren freigegeben, was eine Aufhebung der Indizierung impliziert. Die von der Nintendo Wii emulierte Mega-Drive-Version wurde nach neuer Einstufung der USK ab sechs Jahren freigegeben.
Golden Axe II erschien exklusiv für das Mega Drive im Jahre 1991. Der dritte Teil wurde 1993 nur noch in Japan offiziell veröffentlicht.
Für Arcade-Automaten erschienen nach Golden Axe die Nachfolger Golden Axe – The Revenge of Death Adder (1992) und Golden Axe – The Duel (1995), ein Beat ’em up ähnlich wie Street Fighter. Dieser Teil wurde 1996 auch für den Sega Saturn veröffentlicht. Als Spin-offs erschienen 1991 das sehr an Zelda erinnernde Golden Axe Warrior für das Sega Master System und für den Game Gear das Action-Rollenspiel Ax Battler: A Legend of Golden Axe. Von Bandai erschien eine Portierung für das WonderSwan Color.
Im Rahmen der in Japan veröffentlichten Sega-Ages-2500-Reihe für die PlayStation 2, erschien 2003 Golden Axe in einer 3D-Fassung. Diese Version ist auch in der 2005 erschienenen Sega Classic Collection enthalten. Ende 2007 erschien dann für die PS3 und die Xbox 360 das Spiel Golden Axe: Beast Rider, welches Anfang 2009 in Deutschland von der BPjM indiziert wurde.

## Handlung und Verlauf
Wie in Spielen dieses Genres üblich, versucht der Spieler sich durch mehrere Levels zu kämpfen. Die Hintergrundgeschichte handelt von einem Land „Yuria“, dessen König und Prinzessin von der Person „Death Adder“ entführt wurden. Im zweiten und dritten Teil und in The Revenge of Death Adder gibt es mehrere Wege, um an das Ziel zu kommen, zumeist, indem man bei den Zwischensequenzen zwischen zwei Levels auswählen kann.
Der Spieler hat fünf Continues zu je drei Leben, die es einem ermöglichen, vor Ort sofort weiterzuspielen. Das Spiel kann auch im Zweispieler-Modus gespielt werden.

## Charaktere
Es gibt in diesem Spiel drei Charaktere:
- Den Barbaren „Ax Battler“, dessen Mutter von „Death Adder“ getötet wurde. Trotz des Namens, der eine gewisse Ähnlichkeit mit dem englischen „Axe Battler“ (Axtkämpfer) hat, wird die Figur mit einem großen Schwert dargestellt.
- Den mit einer goldenen Axt kämpfenden Zwerg „Gilius Thunderhead“, dessen Bruder von „Death Adder“ umgebracht wurde.
- Den dritten spielbaren Charakter stellt „Tyris Flare“, eine mit einem Schwert bewaffnete Amazone, dar. „Death Adder“ wird als Verantwortlicher für den Tod von Tyris’ Eltern bezeichnet.

Spieltechnisch unterscheiden sich die Charaktere vor allem im Verhältnis Schlagkraft zu Magiebegabung. So hat die Amazone am meisten magische Energie und der Zwerg die größte Schlagkraft. Zudem verfügt jeder Charakter über einen anderen magischen Effekt (Amazone – Feuer, Barbar – Erde, Zwerg – Blitz). Der magische Spruch ist umso stärker je mehr magische Energie der Spieler einsetzen kann.
In Golden Axe – The Revenge of Death Adder gibt es statt der Amazone einen weiblichen Zentaur und es steht zusätzlich noch ein Zwerg mit einer Heugabel und ein Riese auf dessen Rücken ein Zwerg sitzt zur Auswahl.
In Golden Axe 3 gab es abermals neue Spielfiguren. Von den alten taucht lediglich „Gilius Thunderhead“ auf. Neben dem Halbgiganten „Braoude Cragger“ und dem humanoiden Panther „Chronos Lait“ sind dies die beiden Menschen „Kain Grinder“ und „Sarah Barn“ die deutliche Ähnlichkeit zu „Ax Battler“ bzw. „Tyris Flare“ besitzen.

## Items
Im Spiel gibt es blaue Fläschchen zum Aufladen der magischen Kräfte und Nahrungsmittel zum Aufladen der Lebensenergie. Beides kann erlangt werden, indem Gnome angegriffen werden, die ihrerseits zwischen den Levels versuchen, den Spielern im Schlaf Items zu rauben. Während des Spiels können vom Gegner Drachen und andere Fantasiekreaturen erbeutet werden. Diese, als Reittiere dienenden Wesen, besitzen verschiedene Fähigkeiten, wie mit dem Schwanz angreifen zu können oder Feuer zu speien.